# Allium vasilevskajae
Allium vasilevskajae là một loài thực vật có hoa trong họ Amaryllidaceae. Loài này được Ogan. mô tả khoa học đầu tiên năm 2000.